# Elophila
Genre
Elophila est un genre d'insectes de l'ordre des lépidoptères (papillons), de la famille des Crambidae.

## Liste des espèces rencontrées en Europe
- Elophila bourgognei Leraut, 2001
- Elophila feili Speidel, 2002
- Elophila nymphaeata (Linnaeus, 1758)
- Elophila rivulalis (Duponchel, 1834)